# Rudolf Skácel
Rudolf "Rudi" Skácel (født 17. juli 1979 i Trutnov) er en tjekkisk professionel fodboldspiller, spillende for 1. FK Příbram.
Han har (pr. april 2018) spillet 7 kampe for det tjekkiske landshold, hvori han har scoret ét mål.